# Culex originator
Culex originator är en tvåvingeart som beskrevs av Gordon och Evans 1922. Culex originator ingår i släktet Culex och familjen stickmyggor. Inga underarter finns listade i Catalogue of Life.